# Josep Narro i Celorrio
Josep Narro i Celorrio (Barcelona, 1902 - Guadalajara, Mèxic, 1994) va ser un dibuixant i il·lustrador català. Es va formar en el seu ofici Barcelona i a París. Va publicar acudits a L'Esquella de la Torratxa i il·lustrà obres infantils i didàctiques, com La conquesta de València (1932), Les victòries de Roger de Llúria (1932), de Melcior Font, Rondalles populars (1933), de Valeri Serra i Boldú, i altres. Va militar al Partit Socialista Unificat de Catalunya. Va estar internat als camps de concentració d'Argelers, de les Haràs (Perpinyà), del Barcarès i d'Agde. Posteriorment visqué a França i treballà per a l'editor Janés i Olivé i per a l'Editorial Joventut. El 1949 es va cartejar amb la filla d'un ric terratinent mexicà i el 1951 va emigrar i es va casar amb l'amiga mexicana i va fundar una família. A Mèxic va col·laborar a Pont Blau i a altres revistes catalanes.